# قبيلة (إنترنت)

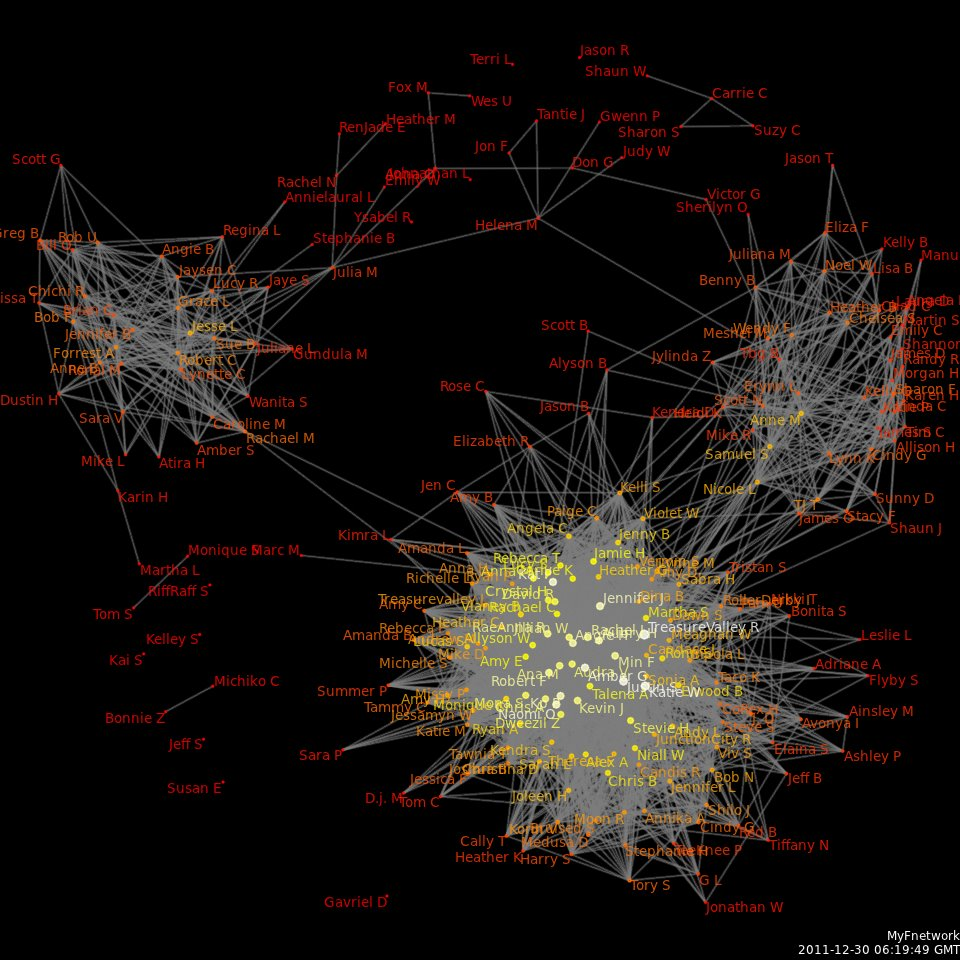

يعبر مصطلح القبيلة أو القبيلة الرقمية في اللغة الدارجة عن مجتمع غير رسمي من البشر يتشاركون في مجال اهتمام معين، وفي العادة يرتبط هؤلاء الأشخاص ببعضهم بصورة هشة عن طريق وسائط التواصل الاجتماعي أو أي آلية أخرى تعتمد على الإنترنت. ويرتبط المصطلح بالتعريف التقليدي لكلمة «قبيلة» التي تُشير في العادة إلى مجموعة مترابطة من البشر يتشارك أفرادها في المكان الجغرافي وفي السلالة معًا. أما الآن فتبدو قبائل الإنترنت أقرب إلى مجتمع افتراضي أو شبكة شخصية، ومن الشائع أن يشار إليها بقبيلة رقمية عالمية. ويُجمع معظم علماء الإنسان على أن القبيلة هي مجتمع صغير يمارس عاداته الخاصة ويتبنى ثقافته الخاصة، وأن تلك الشروط هي التي تحدد معنى قبيلة بصفة أشمل. وتنقسم القبائل بدورها إلى عشائر، وكل عشيرة لها عاداتها وقيمها الثقافية الخاصة التي تميّزها عن الأنشطة التي تحدث في سياق الحياة الواقعية. فمن المُلاحظ أن البشر يميلون إلى التعبير عن أفكارهم والدفاع عنها في الشبكات الاجتماعية بجرأة أكبر مقارنةً بالمجاهرة بها أمام شخص ما وجهًا لوجه. فعلى سبيل المثال يُعد «نكز» الأشخاص في الحياة الواقعية ضربًا من السخف على نقيض ما يحدث في فيسبوك.

## التاريخ
بدأ مصطلح القبيلة في الظهور في عصر الدول المدنية اليونانية وفي بدايات تكوين الإمبراطورية الرومانية. وفي تلك الأوقات صار المصطلح اللاتيني «tribus» يعبر عن مجتمع صغير من الأشخاص ينحدرون من سلف مشترك. ومع مرور السنين تعددت معاني هذا المصطلح لتشمل مجموعات أكبر من الأشخاص، فعلى سبيل المثال تذكر بعض المصادر أن القبيلة هي «أي شكل من أشكال التنظيم الاجتماعي يتألف من عدة قرى محلية أو عَصَبات أو أحياء أو سلالات أو أي جماعة أخرى يتشارك أفرادها في نفس السلالة واللغة والثقافة». وتذكر بعض المصادر الأخرى أن القبيلة هي مجموعة من الأشخاص يتشاركون في نفس المهنة أو مجال الاهتمام أو العادات. ولا تزال آثار المجتمعات القبلية السحيقة ظاهرة في العصر الحالي سواء في مجموعات كبيرة (مثل مشجعي كرة القدم) أو في مجموعات صغيرة (مثل طوائف الكنائس). وفي العصر الحالي فإن نطاق المجموعات التي يُشار إليها بالقبيلة هو نطاق ضخم للغاية، ويُعزى ذلك إلى ظهور المجتمعات الصناعية التي أدت إلى تلاشي التجمعات القبلية في المجتمعات البدائية وإعادة تعريف مفهوم الجماعة المشتركة. أما وسائل التواصل الاجتماعي كما نعرفها الآن فهي تُعزى إلى مجتمع ما بعد الصناعة الذي شهد تزايدًا سريعًا في انتشار الحواسيب الشخصية والهواتف المحمولة والإنترنت. فبفضل الإنترنت أصبح الناس قادرين على التعاون والتواصل فيما بينهم إلى جانب مشاركة الأفراح والذكريات والنصائح والأفكار عن طريق العشائر الافتراضية التي أعادت تعريف السلوك الاجتماعي مرة أخرى.
وتعود أول محاولة لإنشاء مثل هذه المجتمعات الافتراضية إلى عام 2003 بعد إطلاق الموقع الإلكتروني (tribe.net).

## القبائل من منظور تقني
لا يتشارك أفراد قبائل موقع تويتر في مجالات اهتمام مشتركة فحسب بل قد يتشاركون أيضًا في السمات اللغوية اللا شعورية طبقًا لدراسة أُجريت عام 2013 من قبل بعض الباحثين من جامعة برينستون وكلية رويال هولواي، جامعة لندن. فقد قال الدكتور جون برايدن من قسم الدراسات الحيوية في كلية رويال هولواي أنه بوسعهم التنبؤ بأي المجتمعات قد ينتمي إليها شخص ما بدقة تصل إلى 80%. فقد أظهرت الأبحاث أن الناس يميلون إلى الانضمام للمجتمعات التي تتوافق مع اهتماماتهم وهواياتهم. وقد تمكن الباحثون من تحقيق ذلك عن طريق إرسال رسائل عامة بواسطة تويتر لتسجيل المحادثات التي تتم بين شخصين أو أكثر. ويمكن تمييز كل مجتمع عن غيره من خلال تعيين أكثر الكلمات شيوعًا. ويعمل هذا الأسلوب على تحسين طرق تعقب المجتمعات الجديدة اعتمادًا على أسلوب تحليل الكلمات بهدف توزيع الناس تلقائيًا على الشبكات الاجتماعية المناظرة لهم. وتعتمد طرق تحديد هوية القبائل بشكل مكثف على الخوارزميات والطرق المُتبعة في علم الفيزياء الإحصائي وعلم الأحياء الحاسوبي وعلم الشبكات.
ويتبع نظام ترايب فايندر أسلوبًا آخر، فهو يستعين بأساليب التعلم المتعمق والتعلم الآلي لتعيين القبائل التي ينتمي إليها الأفراد على تويتر. فعن طريق تحليل تغريدات الأفراد ومقارنة مفرداتهم اللغوية بالمفردات القبلية الشائعة يمكن تحديد إلى أي القبائل ينتمي شخص معين. ويمكن توليد تلك المفردات القبلية عن طريق إيجاد الكلمات الرئيسية التي يستخدمها قادة القبائل والأشخاص المؤثرين داخلها للتعبير عن المفاهيم والأفكار والمعتقدات.
وتعتمد الخطوة الأخيرة في هذا النظام على تحليل اللغة التي يستخدمها قادة القبائل المؤثرين باستخدام أساليب التعلم المتعمق. ومن خلال تلك النتائج يمكن خلق أدوات تصنيفية باستخدام نماذج التضمين ونماذج الذاكرة الطويلة قصيرى المدى. وتفصيلًا تعمل تلك المصنفات عن طريق تجميع تغريدات المستخدمين الذين ينتمون إلى القبيلة التي يتدرب عليها نظام ترايب فايندر. ومن ثم تُطبق نماذج التضمين التي تعمل على ربط كل كلمة بمصفوفة من المتغيرات حتى يتم إدخالها في نماذج الذاكرة الطويلة قصيرة المدى. وخلاصة القول أن نظام ترايب فايندر يحلل الكلمات المُستخدمة في التغريدات من قبل الأفراد من ثم يقوم بتعيين أسلوب الحياة الذي يتبعه المستخدم، والواقع الافتراضي الذي يفضل العيش فيه، وانتماءه القبلي بناءً على مدى تشابه مفرداته اللغوية مع المفردات الخاصة بقبيلة معينة.

## نظرة متعمقة في الأبحاث
تضمنت الأبحاث أربع مراحل رئيسية: الخلفية، النتائج، الخلاصة، الطرق.

### الخلفية
اللغة هي نظام تواصل يتألف من مجموعة من الأصوات والكلمات والقواعد النحوية؛ ومن منظور آخر فإن اللغة هي طريقة التواصل المُتبعة بين الناس في بلد معين أو في نطاق عمل معين. ومن الراجح أن اللغة هي أهم السمات التي تميز البشر عن الحيوانات الأخرى. كما أن اللغة تحتوي على نطاق واسع من التلميحات الاجتماعية المرتبطة بالمجموعات الاجتماعية أو الثقافية. ففي العادة تستقطب المجتمعات الأفراد ذوي الاهتمامات المشتركة. ويؤدي ذلك إلى تباين المفردات الشائعة لدى كل مجموعة نظرًا لتباين المصطلحات المُستخدمة في كل مجال. وبالتالي تفترض الدراسة أن هذا التباين يتوافق مع الهيكل المجتمعي للشبكة الخاضعة للدراسة. ولتجربة هذه الفرضية راقب الباحثون 250,000 مستخدم على الشبكة الاجتماعية وموقع التدوين المُصغر المعروف بتويتر. وحاول الباحثون تحليل كلمات المستخدمين لتحديد ما إذا كانت المجموعات التي ينتمي إليها الأفراد تتميز بنفس السمات اللغوية أم لا. ونظرًا إلى أن تويتر يتعامل مع بيانات غير منظمة وأنه يمكن للمستخدمين إرسال رسائل خاصة إلى غيرهم اضطر الباحثون للاستعانة بخوارزميات معقدة. ويُشترط من تلك الخوارزميات أن تتمكن من تحديد معدل تكرار الكلمات داخل رسائل المستخدمين وأن تقوم بربط تلك المعلومات بالمجموعات التي يزورها المستخدمون عادةً.

### النتائج والمناقشة
تُشكل مسألة تحديد سمات المجتمعات أحد أكبر العوائق أمام دراسة الأنظمة الشبكية. ففي العادة تميل الشبكات الاجتماعية إلى الانقسام إلى عدة مجتمعات أو وحدات بشكل تلقائي. ولكن بعض الشبكات العالمية ضخمة للغاية ولذلك يجب أن تُبسط حتى يتسنى لنا استخراج المعلومات منها. وكنتيجة لذلك فإن أنجح طريقة في التعامل مع تلك المشكلة مع المجتمعات الصغيرة هي استخدام الخوارزميات التركيبية لتجزئة المستخدمين إلى مجموعات أصغر من سابقتها. أما بالنسبة للمجموعات الكبيرة فتوجد خوارزمية عملية أكثر تُدعى «معادلة الخرائط»، وهي تفكك الشبكات الكبيرة إلى وحدات أصغر عن طريق تقليص حجم ملفات وصف المعلومات المتدفقة من الشبكة وإليها بأفضل صورة ممكنة. وبالتالي يمكن تمييز كل مجتمع عن غيره طبقًا للكلمات الأكثر شيوعًا باستخدام أي خوارزمية ترتيب. ولتحديد مدى أهمية التباين في استخدام الكلمات حلل الباحثون نهايات الكلمات وقاسوا أطوالها وأظهروا أن النمط الناتج هو النمط الصحيح. وبجانب ذلك استطاعت تلك الدراسات أن تتنبأ بالمجتمعات التي ينضوي إليها المستخدمون عن طريق مقارنة معدل تكرار كلماتهم بالكلمات الشائع استخدامها داخل مجتمع معين. وقد ساعدت تلك الدراسة على التنبؤ بالمجتمعات التي سوف يلج إليها المستخدم على الأغلب بناءً على الكلمات التي يستخدمها بكثرة.